# Ommatius abana
Ommatius abana är en tvåvingeart som beskrevs av Charles Howard Curran 1953. Ommatius abana ingår i släktet Ommatius och familjen rovflugor. Inga underarter finns listade i Catalogue of Life.